# Derek Yee
Pour les articles homonymes, voir Yee.
Derek Yee (爾冬陞 en chinois, Ěr Dōngshēng en hànyǔ pīnyīn, Yee Tung-sing en cantonais), né le 28 décembre 1957 à Hong Kong, est un acteur et réalisateur hongkongais.

## Biographie
Demi-frère des acteurs David Chiang et Paul Chun, il commence sa carrière d'acteur à la Shaw Brothers, souvent dans des films de chevalerie réalisés par Chu Yuan.

## Filmographie

### Réalisateur
- 1986 : Din lo jing juen
- 1987 : People's Hero (人民英雄)
- 1989 : Little Cop
- 1989 : The Bachelor's Swan Song
- 1990 : Kawashima Yoshiko
- 1993 : C'est la vie, mon chéri (新不了情)
- 1995 : Full Throttle (烈火戰車)
- 1996 : Viva Erotica (色情男女)
- 1999 : The Truth About Jane and Sam[1] (真心話)
- 2003 : Lost in Time (忘不了)
- 2004 : One Nite in Mongkok (旺角黑夜)
- 2005 : 2 Young (早熟)
- 2005 : Drink-Drank-Drunk (千杯不醉)
- 2007 :  Protégé (門徒)
- 2008 : Shinjuku Incident (新宿事件)
- 2010 : Shooters (鎗王之王, Triple Tap)
- 2012 : Le Grand Magicien (大魔术师, Dà móshù shī, The Great Magician)
- 2015 : I Am Somebody (我是路人甲, Wǒ shì lùrén jiǎ)
- 2016 : Sword Master (三少爺的劍, Sān shàoyé de jiàn, Three young masters of the sword)

### Acteur
- 1977 : Le Poignard volant
- 1977 : Le Tigre de jade
- 1978 : Heaven Sword and Dragon Sabre, Heaven Sword and Dragon Sabre 2 et L'Île de la bête
- 1979 : Full Moon Scimitar
- 1982 : Buddha's Palm
- 2007 :  Protégé (門徒)

### Producteur
- 2009 : Overheard
- 2011 : Overheard 2
- 2012 : Le Mystère des balles fantômes
- 2014 : Overheard 3
- 2015 : The Vanished Murderer
- 2019 : A Witness Out of the Blue

## Prix et distinctions
- 1994 : Hong Kong Film Award du meilleur film et Hong Kong Film Award du meilleur réalisateur pour C'est la vie, mon chéri.
- 1996 : Hong Kong Film Critics Society Awards du meilleur réalisateur pour Full Throttle.
- 2005 : Hong Kong Film Award du meilleur réalisateur pour One Nite in Mongkok.
- 2005 : Golden Bauhinia Awards du meilleur réalisateur pour  One Nite in Mongkok.
- 2005 : Hong Kong Film Critics Society Awards du meilleur réalisateur pour One Nite in Mongkok.